# L'Énergie spirituelle
L'Énergie spirituelle. Essais et conférences est un ouvrage d'Henri Bergson paru en 1919. 
Il reprend des textes antérieurs.
Le chapitre I : La conscience et la vie est la reprise modifiée de la conférence Huxley, faite à l’Université de Birmingham, le 29 mai 1911 en anglais sous le titre "Life and Consciousness".
Le chapitre II : L’âme et le corps provient d'une conférence faite à Foi et Vie, le 28 avril 1912.
Le chapitre III : « Fantômes de vivants » et « recherche psychique» est une conférence faite à la Society for Psychical Research de Londres, le 28 mai 1913.
Le chapitre IV : Le rêve est la reprise d'une conférence faite à l’ Institut général psychologique, le 26 mars 1901.
Le chapitre V : Le souvenir du présent et la fausse reconnaissance est une étude parue dans la Revue philosophique de décembre 1908.
Le chapitre VI : L’effort intellectuel est une étude parue dans la Revue philosophique de janvier 1902.
Le chapitre VII : Le cerveau et la pensée: une illusion philosophique est la reprise du mémoire lu au Congrès de philosophie de Genève en 1904 et publié dans la Revue de métaphysique et de morale sous le titre Le paralogisme psycho-physiologique.